# Талашко Володимир Дмитрович
Тала́шко Володимир Дмитрович (нар. 6 березня 1946, м. Ковель) — український актор та режисер. Народний артист України (2002). Член Національної Спілки кінематографістів України.

## Біографія
Народився 6 березня 1946 р. у м. Ковель Волинської області. Батько — машиніст потяга, мати працювала на фабриці. У ранньому віці Володимира родина переїжджає на Донбас, де батьки йдуть працювати на шахту. Шахтарем працює і його старший брат.
Перші акторські спроби — хлоп'яча декламація вірші перед шахтарями.
Родина противилася акторській кар'єрі, тому перше місце навчання Володимира — гірничий технікум. При цьому продовжує брати участь у конкурсах самодіяльності. На одному з таких читав вірш «Минають дні, минають ночі...» Тараса Шевченка, після виконання якого режисер Донецького музично-драматичного театру помітив талановитого хлопця й забрав до свого театру.
У 1972 році закінчив Київський державний інститут театрального мистецтва ім. І. Карпенка-Карого. Викладач — Костянтин Степанков.
З 1963 по 1965 — актор у Донецькому драматичному театрі ім. Артема (тепер Донецький національний академічний український музично-драматичний театр).
У кіно почав зніматися з 1969 року. Справжню славу принесла старшого лейтенанта Сергія Скворцова у стрічці „В бій ідуть тільки «старики»“ Леоніда Бикова.
З 1979 року — актор Київської кіностудії ім. Олександра Довженка. Цього ж року отримує звання «Заслужений артист Української РСР». Народний — з 2002-го.
Працює на телебаченні (Перший Національний канал України), був ведучим програм «Будемо жити» та «Польова пошта». Організував фестиваль  «Старі фільми про головне».
Був кандидатом у народні депутати України по №213 округу у Києві від Партії регіонів на виборах до Верховної Ради у 1998 році. Під час виборів Президента України у 1999 році підтримував кандидатуру соціаліста Олександра Мороза.
Працює викладачем, професор Київського національного університету театру, кіно і телебачення ім. Івана Карпенка-Карого.
У серпні 2021 року опинився в центрі скандалу у зв'язку з отриманням на свою адресу одночасного звинувачення з боку кількох жінок у домаганнях. Театральний критик і сценарист Богдан Панкрухін 8 серпня 2021 оприлюднив допис у фейсбуці з розповідями двох конкретних дівчат. Пізніше з'явилися подібні звинувачення від інших молодих жінок. Актора звинуватили його студентки та колишні абітурієнтки, а також журналістка, що стверджує про приставання під час інтерв'ю.  Міністр культури та інформаційної політики Олександр Ткаченко у своєму коментарі зазначив, що започатковано службове розслідування, а проректорка університету з наукової роботи Галина Миленька повідомила, що викладача відсторонили від викладання. Володимир Талашко всі звинувачення відкидає: «Це фейк, це викид енергії тих людей, які чогось там хочуть. Нічого подібного, нічого того, про що говорять, не було». Згодом, Володимир Талашко написав заяву за власним бажанням й припинив викладання в університеті. Його кейс став прецедентом офіційного розслідування харасменту у творчому виші з успішною його розв'язкою.

## Фільмографія
- 1969 — Де 042? — Сьомкін (в титрах не зазначений)
- 1969 — Комісари — Огнівцев, матрос (в титрах не зазначений)
- 1970 — Крутий горизонт — Федір
- 1972 — Лаври — епізод
- 1973 — Коли людина посміхнулась — радист
- 1973 — В бій ідуть тільки «старики» — Сергій Скворцов, старший лейтенант
- 1973 — Як гартувалася криця (мінісеріал) — Володя Окунєв, червоноармієць
- 1973 — Стара фортеця (4-5 серії «Дім з привидами») — Жора Казакевич, коваль
- 1974 — Юркові світанки — Олександр
- 1974 — Дума про Ковпака (1-й фільм «Набат») — Іван Тризна, партизан (в титрах не зазначений)
- 1974 — 1977 — Народжена революцією — Басаргін, міліціонер
- 1974 — Марина — Григор'єв, російський офіцер
- 1974 — Біле коло — Шлейхерт
- 1974 — Яка у вас посмішка — Вася, радіомонтажник
- 1974 — Відповідна міра — Губанов
- 1974 — Совість (4-5 серії) — Мінько, інспектор Київського карного розшуку
- 1975 — Капітан Немо — Нед Ленд (озвучував Олексій Сафонов)
- 1975 — Подорож місіс Шелтон — Кравченко, капітан теплохіда
- 1975 — Розповідь про просту річ — Сергій Круглов, білий офіцер
- 1978 — Бунтівний «Оріон» — Рюкерт
- 1979 — Чекайте зв'язкового — Беляєв, комісар партизанського зогону
- 1979 — Підпільний обком діє (1-2 серії) — німецький офіцер
- 1979 — Київські зустрічі (кіноальманах, серія «В останній день літа») — епізод
- 1980 — Мільйони Ферфакса — Малькольм Треддік
- 1980 — Овід (1-2 серії) — лікар
- 1981 — Кидок — начальник застави
- 1981 — Дівчина і море — Микола Сергійович, керівник практики
- 1981 — Дочка командора — майор Біда, командир полка, батько Валі
- 1982 — Балада про доблесного лицаря Айвенго — хрестоносець
- 1982 — Таємниці святого Юра — Орест
- 1982 — Якщо ворог не здається... — Русанов
- 1982 — Ніжність до ревучого звіра — Трефілов, льотчик-випробувач
- 1982 — Преодовження — Федір Тимофійович Фомін
- 1983 — Люди і дельфіни — Федір Данилевський, чоловік Євгенії Старостиної
- 1983 — Прискорення — епізод
- 1985 — Батальйони просять вогню — Стрельцов
- 1985 — Матрос Железняк — капітан корабля
- 1985 — Ми звинувачуємо — епізод
- 1985 — Пароль знали двоє — Дягтеренко
- 1985 — З ювілеєм зачекаємо — голова колгоспу
- 1986 — Русь споконвічна — Деметрій (озвучував Сергій Малишевський)
- 1986 — Мама, рідна, улюблена — Максим
- 1986 — На вістрі меча — Симон Петлюра
- 1986 — Потрійний стрибок «Пантери» — Костянтин Бондар, начальник управління НКВС
- 1987 — Жменяки — Петро Олійник, брат Варки, чоловік Марії
- 1989 — Годинникар і курка — комісар
- 1990 — Війна на західному напрямку — генерал-лейтенант
- 1990 — Підземелля відьом — Аксель, етнограф
- 1991 — Людожер — Окунєв, капітан
- 1991 — Іван Федоров (телеверсія «Одкровення Іоанна Першодрукаря») — дяк Висковатий
- 1992 — «Чорний квадрат» — Вячеслав Грязнов (озвучував Володимир Герасимов)
- 1993 — Вперед, за скарбами гетьмана! — Фелікс Дзержинський
- 1993 — Ленін у вогненному кільці — Фелікс Дзержинський
- 1994 — Кодекс мовчання 2: Слід чорної риби — Смирнов
- 1995 — Обережно! Червона ртуть! — Анатоль Іванович Тополь, майор карного розшуку
- 1995 — Під знаком Скорпіона — Фелікс Дзержинський
- 1997 — Роксолана (телесеріал. Фільм 2-й «Улюблена дружина халіфа»)
- 2003 — Один в полі — воїн — Юрась, провідник
- 2003 — Роксолана (телесеріал. Фільм 3-й «Володарка імперії»)
- 2004 — Жили-були (короткометражний) — суддя
- 2005 — 2007 — Запороги — Крутояр
- 2006 — Мертвий, живий, небезпечний — полковник

## Нагороди та визнання
- 1979 — Заслужений артист Української РСР
- 2002, 22 серпня — Народний артист України[1]
- 2017, 28 березня — Дворічна державна стипендія[11]